# Мизнер, Чарльз
Чарльз Мизнер (англ. Charles W. Misner; 13 июня 1932, Джэксон, штат Мичиган, США — 24 июля 2023) — американский физик, специализирующийся на общей теории относительности и космологии. Его работы посвящены фундаментальным основам таких областей физики, как квантовая гравитация и численная относительность. Один из авторов учебника-монографии Гравитация.

## Биография

### Образование и карьера
Чарльз Мизнер родился в Джэксон, штат Мичиган, 13 июня 1932 года. В 1952 году получил степень бакалавра в университете Нотр-Дам, после чего продолжил обучение в Принстонском университете, в котором в 1954 году получил степень магистра искусств, а в 1957 году закончил докторантуру. Научным руководителем его диссертации «Набросок фейнмановского квантования общей теории относительности; вывод полевых уравнений; тождественное зануление гамильтониана» (англ. Outline of Feynman Quantization of General Relativity; Derivation of Field Equations; Vanishing of The Hamiltonian) был Джон Уилер.
С 1956 по 1959 годы он работал инструктором (преподавателем) на факультете физики Принстонского университета, а с 1959 по 1963-й доцентом (англ. Assistant Professor). В 1963 году Минзер устроился в Мэрилендский университет в Колледж-Парке в качестве адъюнкт-профессора, там же в 1966 он получил учёное звание профессор и в этой должности проработал до 2000 года.
С 2000 года Минзер является почётным профессором Мэрилендского университета (профессор-эмерит), где он также продолжает быть членом Gravitation Theory Group. В течение своей научной карьеры Минзер был научным руководителем 22 аспирантов, главным образом в Принстонском и Мэрилендском университетах, из которых половина стала профессорами физики или математики.
Мизнер преподавал в качестве приглашённого профессора в таких учебных заведениях, как Институт гравитационной физики Общества Макса Планка (также известный как Институт Альберта Эйнштейна), Институт теоретической физики Кавли в Калифорнийском университете в Санта-Барбаре, Папская академия Кракова (Польша), Институт физических проблем имени П. Л. Капицы РАН (во времена СССР), Калифорнийский технологический институт, Оксфордский университет и Кембриджский университет.

### Научные достижения
Большинство научных работ Мизнера связаны с общей теорией относительности, которая описывает гравитационные взаимодействия. Он известен своим вкладом в раннее развитие космологии, — первым указал на проблему горизонта, а также на роль топологии пространства-времени в общей теории относительности, квантовой гравитации и численной относительности. На пересечении топологии и космологии Мизнер первым изучил динамику модели перемешанного мира, которая обобщает модели Фридмана для ранней Вселенной и является более реалистичной, а также нашёл точное решение уравнений Эйнштейна, названное в его честь пространством Мизнера. Вместе с Ричардом Арновиттом и Стэнли Дезером он является автором гамильтоновой формулировки общей теории относительности в специфическом 3+1-расщеплении пространства-времени на пространство и время. Этот подход, известный как формализм Арновитта — Дезера — Мизнера, играет важную роль в попытках сформулировать квантовую теорию гравитации и является математической основой большинства подходов численной относительности, то есть численного решения полных, а не приближённых уравнений Эйнштейна в сильных гравитационных полях. Именно за разработку этого формализма в 1994 году Арновитту, Дезеру и Мизнеру была присуждена премия Дэнни Хайнемана.

### Основные награды и признание
- Стипендия Гуггенхайма (1972)[9]
- Премия Дэнни Хайнемана в области математической физики (1994)[3]
- Член Американской академии искусств и наук (с 2000)[3]

### Личная жизнь
Мизнер католик. Он женат с 1959 года и имеет четверых детей.

## Книги
- Charles W. Misner, Kip S. Thorne, John Archibald Wheeler. Gravitation. — San Francisco: W. H. Freeman, 1973. — ISBN 0-7167-0344-0.
  - Русский перевод: Мизнер Ч., Торн К., Уилер Дж. Гравитация. — М.: Мир, 1977. — Т. 1—3.
- Charles W. Misner, Patrick A. Cooney. Spreadsheet Physics. — Reading, MA: Addison-Wesley, 1991. — ISBN 0-201-16410-8.
- Directions in General Relativity: Proceedings of the 1993 International Symposium, Maryland (англ.) / Ed. by Hu B.L., Ryan M.P., Vishveshwara C.V. — Cambridge University Press, 1993. — Vol. 1: Papers in Honor of Charles Misner. — 448 с. — ISBN 9780521021395. — doi:10.1017/CBO9780511628863. Сборник статей в честь Чарльза Мизнера